# Solid HarmoniE
Solid HarmoniE är en brittisk popgrupp som under slutet av 1990-talet hade hits som "I'll Be There For You", "I Want You To Want Me", "I Wanna Love You" och "To Love Once Again".

## Medlemmar
Nuvarande medlemmar
- Rebecca "Beki"/"Boo Boo" Onslow (f. Rebecca Barrington Onslow 3 januari 1975 i Swansea, Wales) (1996 – 2000, 2013 – )
- Melissa Ashley Graham (f. i Coventry, England) (1996 – 1999, 2013 – )
- Elisa "Princess" Cariera (f. Elisa Francis Cariera 16 juni 1978 i Orlando, Florida) (1997 – 2000, 2013 – )

Tidigare medlemmar
- Mariama Goodman (1996 – 1997, 1997 – 1999)
- Jenilca Giusti (f. Jenilca Franchesca Giusti 21 augusti 1981 i Bayamón, Puerto Rico) (1999 – 2000)

## Diskografi
Album
- Solid HarmoniE (1997)

Singlar
- "Got 2 Have Ya" (1996)
- "I'll Be There for You" (1997) (#18 på UK Singles Chart)
- "I Wanna Love You" (1998) (UK #20)
- "I Want You to Want Me" (1998) (UK #16)
- "To Love Once Again" (1998) (UK #55)
- "Circus" (2014)